# Rafael Nuix
Rafael Nuix (Torà, bisbat de Solsona, 17 de febrer de 1741 - Ferrara, 1802) fou un jesuïta germà del també jesuïta Joan Nuix. Dedicat fins a l'extenuació a l'estudi de les ciències, principalment de la teologia, sense descansar mai un moment. Va escriure sota el pseudònim d'Alethino philolai.

## Obres
- «Orationes quinque ad romanos pro humanae reipubticae felicitate adversus incredulam saeculi XVIII philosophiam»:
- «Asisii typis Octavii Sgariglia 1788 a 1797»
- «De vita et moribus Blasii Larrasii. Venetiis apud Franciscum Andreola» (1798). Conté dos llibres : en 1r es demostra a Larraz com «cultor eximius rectae rationis»; el segon «verae reiigionis cultor eximius — Titi Carici Perpennae ad quirites pro romani pontificis in controversiis fidei dirimendis auctoritate adversus falsos catholicae ecclesios cultores orationes quinqué. Asisiis typis Octavii Sgariglia» (1784)